# Дзандоменеги, Луиджи

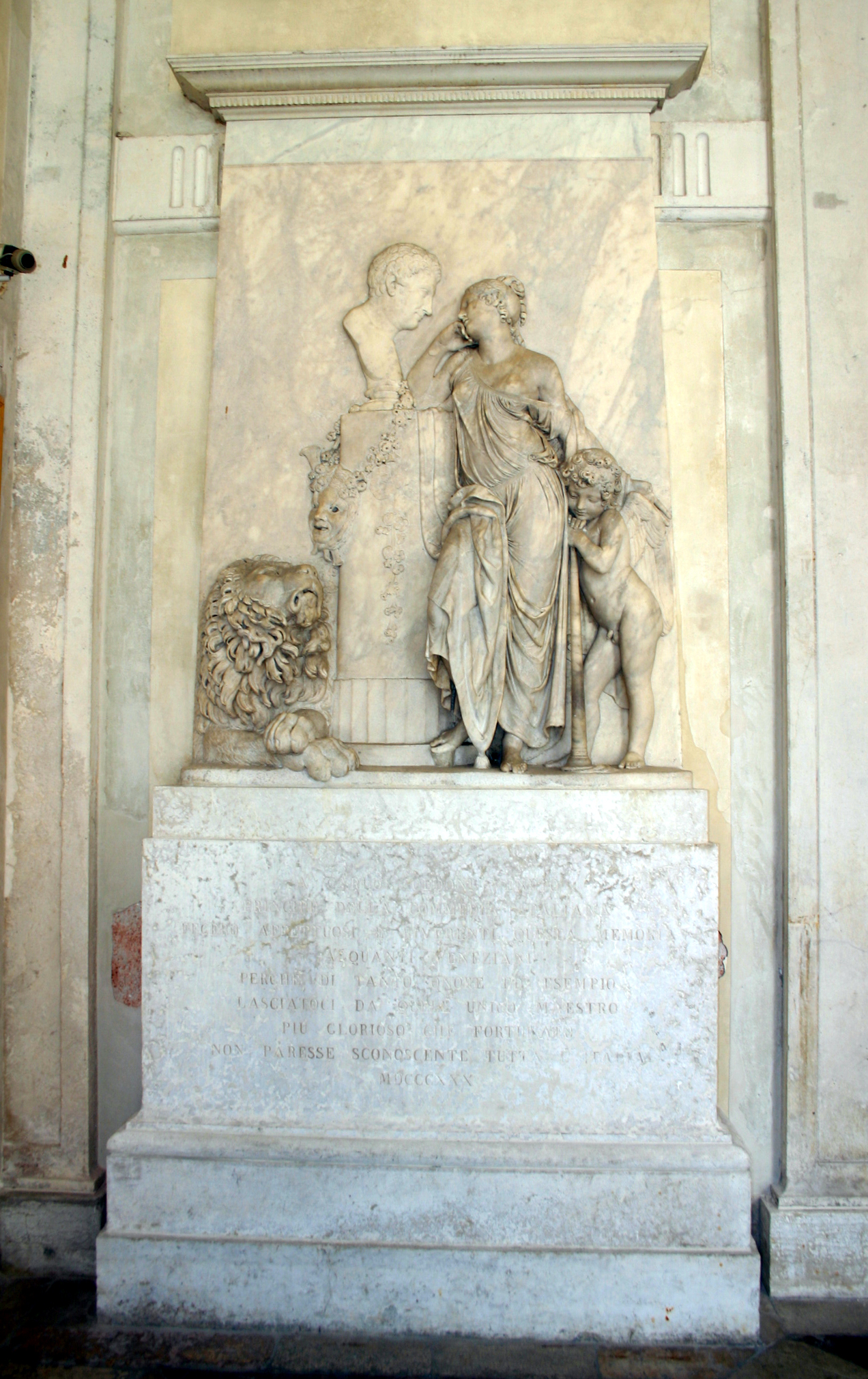
Памятник Карло Гольдони работы Луиджи Дзандоменеги

Луиджи Дзандоменеги (итал. Luigi Zandomeneghi, 1779—1850) — венецианский скульптор.
Получил образование в Риме под руководством Кановы, вскоре приобрёл себе известность многими мастерскими произведениями, из которых особенно замечательны: барельеф «Пенелопа, удрученная скорбью», портретные бюсты Пиндемонте, Москини и А. Дьедо, памятник Гольдони и несколько статуй, входящих в состав памятника Кановы в венецианской церкви Санта-Мариа-деи-Фрари. Но главное создание Дзандоменеги — умелый как в скульптурном, так и в архитектоническом отношении монумент Тициана в той же церкви, с превосходной фигурой великого живописца, многими аллегорическими статуями и тремя барельефными воспроизведениями трёх важнейших Тициановских картин.
Сыновья Луиджи Дзандоменеги, Пьетро и Андреа, также скульпторы, помогали своему отцу в исполнении упомянутого монумента Тициана; первый из них известен, кроме того, как автор памятника Дж. Шателера в церкви Сан-Джованни-е-Паоло и двух молящихся ангелов в церкви Сан-Сальваторе, в Венеции. Из работ второго заслуживают быть упомянутыми статуя «Раненый Ахиллес» и барельеф «Смерть Лукреции». Сын Пьетро, Федерико Дзангдоменеги — художник-импрессионист.